# المسيحية في إسواتيني

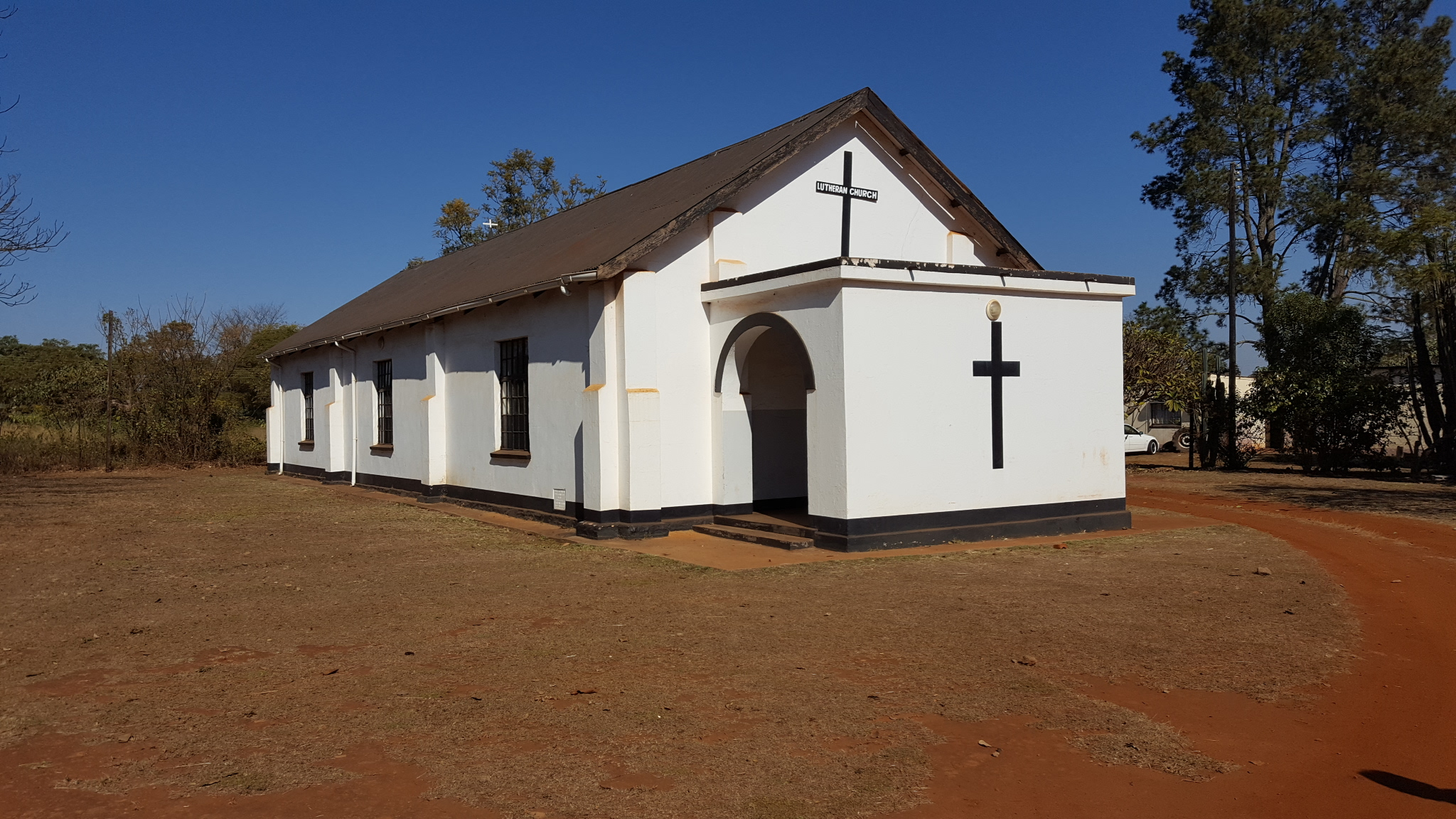
كنيسة بروتستانتية في إسواتيني.

تُشكل المسيحية في إسواتيني أكثر الديانات انتشاراً بين السكان، ويعتبر المجتمع الإسواتيني مجتمع متدين إلى حد كبير، وتعد المسيحية إلى جانب الديانات الأفريقية التقليدية الأديان الأكثر شعبية. وجدت احصائيات كتاب حقائق العالم أنّ 82.7% من مجموع السكان تعتنق الديانة المسيحية، في حين وفقاً لتقديرات مركز بيو للأبحاث عام 2010 حوالي 88.1% من السكان من المسيحيين، مما يجعلها الدين الأكثر شيوعًا في إسواتيني. تشكل الكنائس البروتستانتية والكنائس الأفريقية الصهيونيّة حوالي 40% من السكان، في حين أنّ 20% من السكان هم أتباع الكنيسة الرومانية الكاثوليكية. كانت الكنيسة الأولى في البلاد الكنيسة الميثودية في عام 1844، وتبعها العديد من البعثات التبشرية لمختلف الطوائف المسيحيّة. الأعياد المسيحية مثل الجمعة العظيمة وعيد الميلاد وعيد الصعود هي جزء من تقويم العطل الوطنيّة.

## تاريخ

### الحقبة الإستعمارية

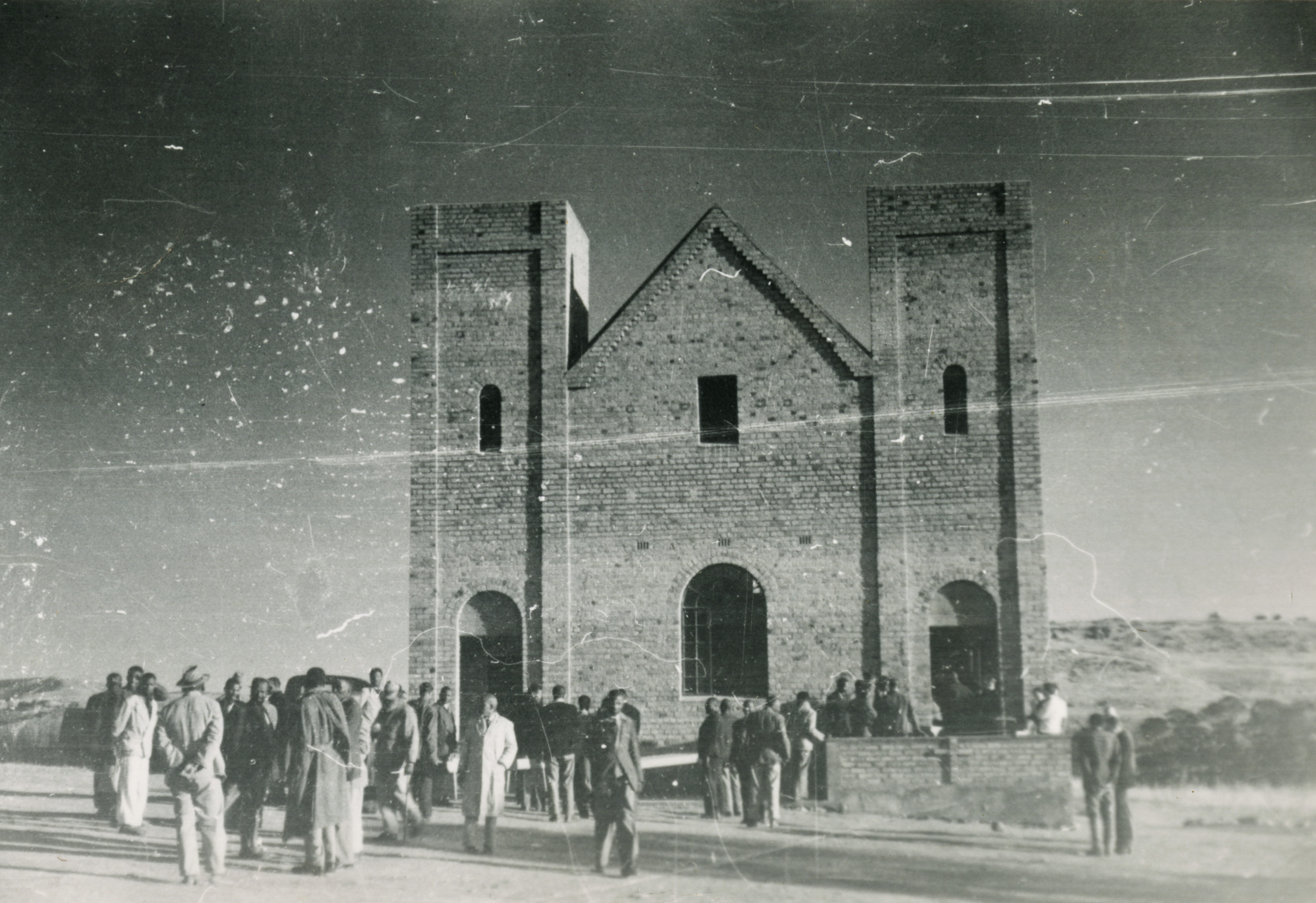
الكنيسة الجديدة في بيت إيل.

دعا الملك مسواتي الثاني المبشرين الميثوديين إلى مملكته في عام 1825، وتأسست أول كنيسة ميثودية في ماهامبا في عام 1844. وكانت أول كنيسة تم تأسيسها في البلاد. وفشلت المهمات المسيحية إلى حد كبير خلال عام 1881، حيث لم تجذب البعثات التبشيريَّة سوى القليل من الحالات. وبدأ وجود أكبر من المبشرين في عام 1881 عندما وصل أعضاء من الجمعية المتحدة لتأسيس كنيسة أنجليكانية. ووصل اللوثريون عام 1887 من ألمانيا، وأعاد الميثوديون جهودهم التبشيرية في عام 1895 كجزء من مهامهم التبشيرية في جنوب إفريقيا. ويعود حضور الكنيسة الكاثوليكية في إسواتيني إلى عام 1913 مع وصول المبشرين الكاثوليك والذين بدأوا العمل في مباباني. ولا تزال كنيسة المبنية على الطراز القوطي، والتي بنيت في عام 1912، أقدم مكان موجود للعبادة في البلاد. وقامت الكنيسة الكاثوليكية ببناء شبكة واسعة من الكنائس والمدارس وغيرها من البنى التحتية. تطورت الكنائس الصهيونية، والتي تمزج بين المسيحية وعبادة الأسلاف الأصليين، منذ أوائل القرن التاسع عشر، وأصبحت المذهب المسيحي السائد في المناطق الريفية. وتضم المسيحية التي يتبعها الشعب السوازي طقوسًا وغناءً ورقصًا ورموزًا للدين السوازي التقليدي. ووفقاً لسيبونغيل نكسومالو، فإن المبشرين المسيحيين الذين تجاهلوا أو أساءوا فهم «الجوانب الإيجابية للمعتقدات والعادات والمؤسسات التقليدية في المجتمع السوازي» لم تنجح إلى حد كبير. وبالتالي اعتمدت بعض البعثات الناجحة نهجًا توفيقيًا. ولعب التفسير الحرفي للتوراة عند مسيحيين إسواتيني دوراً هامّاً في تثبيت ختان الذكور في هذا البلد.

### الاستقلال والوضع الحالي

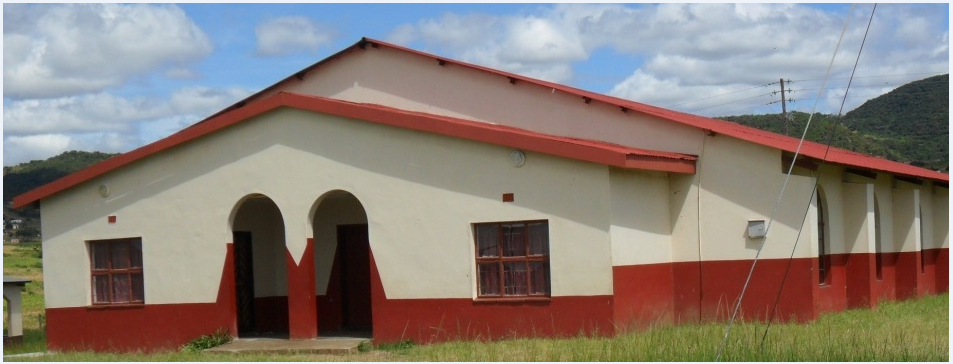
كنيسة في إسواتيني.

منذ استقلال البلاد شاركت المنظمات المسيحية في إسواتيني عن كثب في سياسة البلاد. وكان لرابطة إسواتيني للكنائس الإفريقية علاقة طويلة مع ملوك إسواتيني منذ الحقبة الإستعمارية، وأقامت احتفالات عامة مثل عيد القيامة نيابة عن الملك. وتحتفل الكنائس الصهيونية بذكرى الجمعة العظيمة على مدى ثلاثة أيام بالغناء والرقص. حاول مؤتمر كنائس سوازيلند تاريخياً أن يكون جسم غير سياسي، لكن في عام 2004 قام المؤتمر بحملة لجعل المسيحية دين الدولة من خلال تعديل دستوري، وهي خطوة عارضها الملك. وكانت المنظمة المسيحية الثالثة ذات النفوذ السياسي في إسواتيني هي مجلس كنائس إسواتيني، التي تأسست في عام 1976 عندما غمر اللاجئون مملكة إسواتيني، وعبرَّت هذه المجموعة عن وجهات نظر بشأن الفصل العنصري في جنوب أفريقيا والحرب الأهلية الدائرة في موزمبيق المجاورة. تناقضت وجهات نظرهم مع موقف الدولة، وهدد قادة هذا المجلس الجديد بالاعتقال والسجن. في عام 1961 تأسست أبرشية مانزيني الرومانية الكاثوليكية، وهي الأبرشية الوحيدة العاملة في البلاد وتضم جميع رعايا المملكة. وأُنشأت الأسقفية الأنجليكانية في إسواتيني عام 1968، بعد فترة قصيرة من استقلال المملكة، وكان أنطوني هنتر أول أسقف لها، من عام 1968 إلى عام 1975. في 18 يوليو عام 2012، تم انتخاب إلينا واموكويا أسقفًا أنجليكانيًا لإسواتيني. في 17 نوفمبر من عام 2012، أصبحت أول امرأة يتم تعينيها كأسقف في أفريقيا.